# 熊川栄
熊川 栄（くまがわ さかえ、1947年（昭和22年）12月15日 - ）は、日本の政治家。群馬県嬬恋村長（5期）。「子育てするなら嬬恋村」を目標に、2016年（平成28年）度より学校や幼稚園の給食費・保育料を無料にした。

## 経歴
- 1947年（昭和22年）- 12月15日、群馬県吾妻郡嬬恋村今井に生まれる。
- 1966年（昭和41年） - 群馬県立渋川高等学校を卒業。
- 1971年（昭和46年） - 中央大学法学部を卒業。
- 1979年（昭和54年） - 衆議院員秘書。
- 1989年（平成元年）- 7月、ジェイアールピー社長に就任。
- 1996年（平成8年）- 7月、沼田エフエム放送株式会社取締役に就任。
- 2007年（平成19年）- 4月22日、嬬恋村長選挙に初当選[3]。

※当日有権者数：8,631人 最終投票率：84.37%（前回比：pts）
| 候補者名 | 年齢 | 所属党派 | 新旧別 | 得票数  | 得票率 | 推薦・支持 |
| -------- | ---- | -------- | ------ | ------- | ------ | ---------- |
| 熊川栄   | 55   | 無所属   | 新     | 4,338票 | 60.9%  |            |
| 松本先   | 59   | 無所属   | 現     | 2,790票 | 39.1%  |            |

- 2008年（平成20年） - 「愛妻家の聖地」嬬恋村・日本愛妻家協会が平成20年度「地域づくり総務大臣表彰」団体表彰を受賞[4][5][6]。
- 2009年（平成21年）- 4月1日、明治大学特別招聘教授に就任。
- 2011年（平成23年）- 4月19日、嬬恋村長選挙に無投票で当選（2期）。
- 2012年（平成24年）
  - 6月、群馬県が森林売買を監視する条例を制定[7]。
  - 7月8日、埼玉の全63市町村をアポなし訪問トップセールスを実施[8]。
  - 10月25日、「風景街道サミットin あさま」～心をつなぐ地域づくり浅間・白根・志賀さわやか街道～を開催[9][10]。
- 2015年（平成27年）- 4月21日、嬬恋村長選挙に無投票で当選（3期）。
- 2016年（平成28年）- 9月9日、浅間山北麓地域が、日本ジオパークとして認定（浅間山北麓ジオパーク）[11][12][13]。
- 2019年（平成31年）- 4月21日、嬬恋村長選挙に4選[14][15][16]。

※当日有権者数：8,072人 最終投票率：73.91%（前回比：-10.46pts）
| 候補者名 | 年齢 | 所属党派 | 新旧別 | 得票数  | 得票率 | 推薦・支持 |
| -------- | ---- | -------- | ------ | ------- | ------ | ---------- |
| 熊川栄   | 71   | 無所属   | 現     | 3,652票 | 63.0%  |            |
| 唐沢弘   | 70   | 無所属   | 新     | 2,146票 | 37.0%  |            |

2023年4月18日、無投票5選。

## 役職
- 群馬県土地改良事業団体連合会[17] [18]会長
- 群馬県国民健康保険団体連合会[19]  理事長
- 群馬県町村会[20]副会長
- 吾妻郡町村会[21] 会長
- 利根川水系砂防期成同盟会[22] 会長
- 日本ロマンチック街道協会 会長
- 日本風景街道コミュニティ自治体連合会[23][24] 会長
- 上信自動車道建設促進期成同盟会 副会長
- 群馬県河川協会[25] 理事
- 群馬県治水砂防協会 監事
- 全国山村振興連盟 理事
- 全国山村振興連盟[26]群馬県支部 支部長
- 吾妻郡土地改良事業推進協議会 会長
- 群馬県道路協会 理事
- 群馬県道路協会吾妻支部 支部長
- 浅間山火山防災協議会[27] 会長
- 真田街道推進機構[28] 副会長
- 群馬県農政審議会 委員
- 群馬県森林審議会[29] 委員
- 群馬県自然環境保全審議会[30] 委員
- 群馬県医療審議会 委員
- 嬬恋村モータースポーツ推進機構[31] 会長

## 著書
- 編著 日本ロマンチック街道10周年記念『日本ロマンチック街道歴史紀行』ジェイアールピー JPR（1998年）

## 記事・論文
- 日本ロマンチック街道プロジェクト--21世紀の広域観光への挑戦（1996年6月）

### ふるさと納税
- 嬬恋村ふるさと納税「愛する嬬恋基金」
- 企業版ふるさと納税ポータルサイト
- ふるさとチョイス 嬬恋村

| 公職        | 公職                    | 公職      |
| ----------- | ----------------------- | --------- |
| 先代 松本先 | 群馬県嬬恋村長 2007年 - | 次代 現職 |